# Rune Pedersen
Rune Pedersen (født 9. oktober 1979) er en dansk professionel fodboldspiller, der senest spillede for Akademisk Boldklub. Han er målmand.

## Karriere
Han har vundet to danske Superliga mesterskaber med sin første klub FC København, og har siden spillet for de danske klubber AGF, Lyngby BK, Odense Boldklub og FC Nordsjælland, samt den italienske klub Modena FC og Nottingham Forest i England. Han har spillet 17 kampe for diverse danske ungdomslandshold.
I sommeren 2012 indgik Pedersen en et-årig aftale med 1. divisionsklubben Akademisk Boldklub. Han trappede dog gradvis ned i klubben for at fokusere på sit studie